# Ружа
Ру́жа — село в Україні, у Чемеровецькій селищній громаді Кам'янець-Подільського району Хмельницької області.

## Назва
В історичних документах зафіксовано назву «Ружанська Слобода».

## Географія
Подільське село Ружа розкинулось на південному заході України, за 36 кілометрів автошляхами від Кам’янця-Подільського, через Ружу проходить автошлях територіального значення Т 2308. Селом тече річка Безіменна.

### Клімат
Ружа знаходяться в межах вологого континентального клімату із теплим літом.

## Історія
Перша згадка про поселення у XVIII столітті.
Внаслідок поразки визвольних змагань на початку XX століття, село надовго окуповане російсько-більшовицькими загарбниками.
Радянська окупація принесла колективізацію та розкуркулення, мешканці села зазнали репресій.
В 1932–1933 селяни села пережили сталінський голодомор.
З 1991 року в складі незалежної України.
15 вересня 2016 року шляхом об'єднання сільських територіальних громад, село увійшло до складу Чемеровецької селищної громади, до цього органом місцевого самоврядування була Кормильчанська сільська рада.
До адміністративної реформи 19 липня 2020 року село належало до Чемеровецького району, після його ліквідації, увійшло до складу Кам'янець-Подільського району.

## Релігія
- Церква Покрови Пресвятої Богородиці (УПЦ)
- церква Покрови Пресвятої Богородиці (2008, УГКЦ)

## Населення
Населення становить 286 осіб на 2001 рік.

### Мова
У селі поширені західноподільська говірка та південноподільська говірка, що відносяться до подільського говору, який належить до південно-західного наріччя.

## Відомі люди
В селі народилися: 
- Коробчук Олександр Кіндратович (нар.1918 — †1944) — Герой Радянського Союзу.
- Кудринецький Сергій Анатолійович — український військовослужбовець, учасник російсько-української війни[3].

## Природоохоронні території
Село лежить у межах національного природного парку «Подільські Товтри».

## Світлини

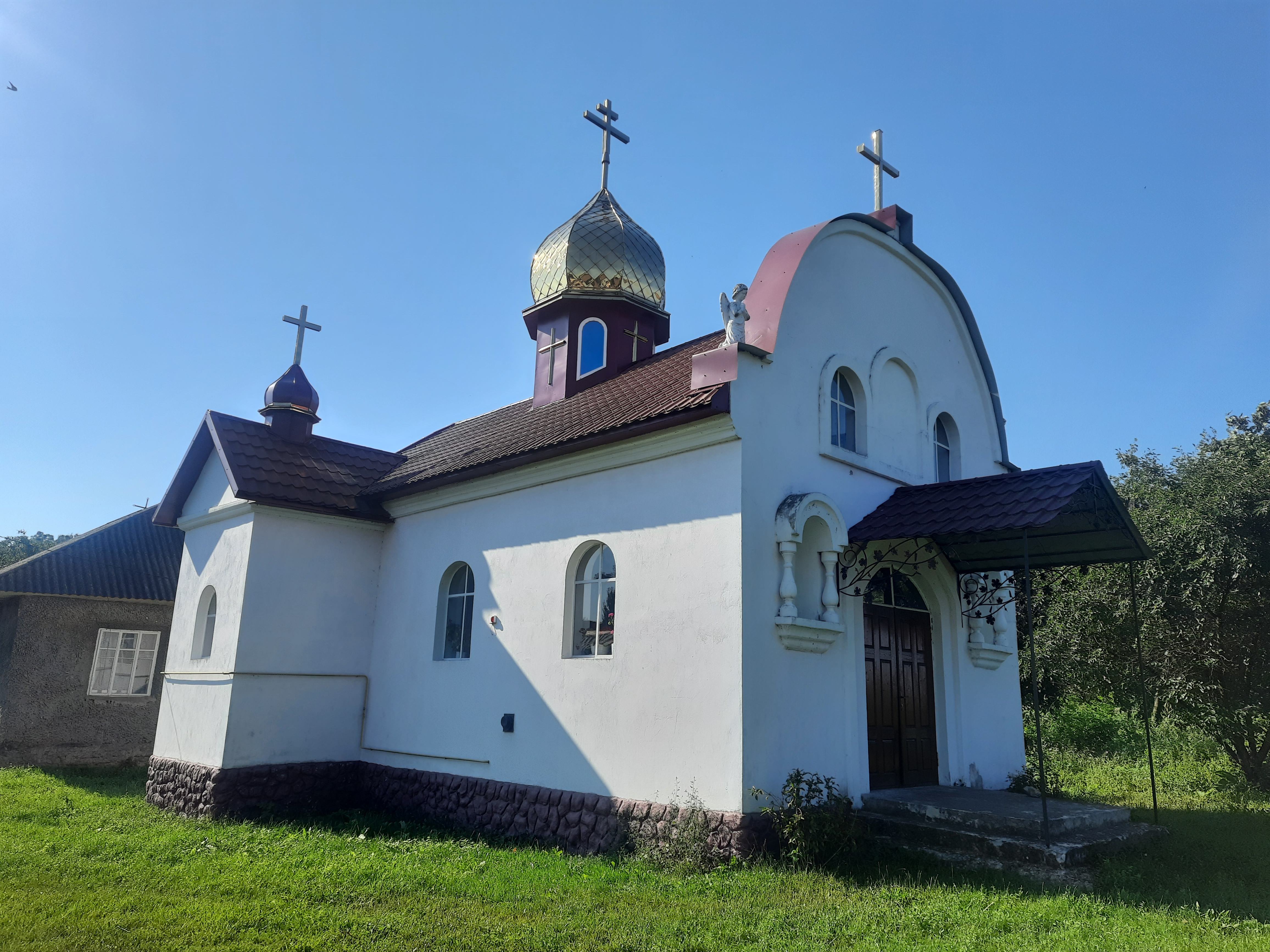
Церква Покрови Пресвятої Богородиці УГКЦ
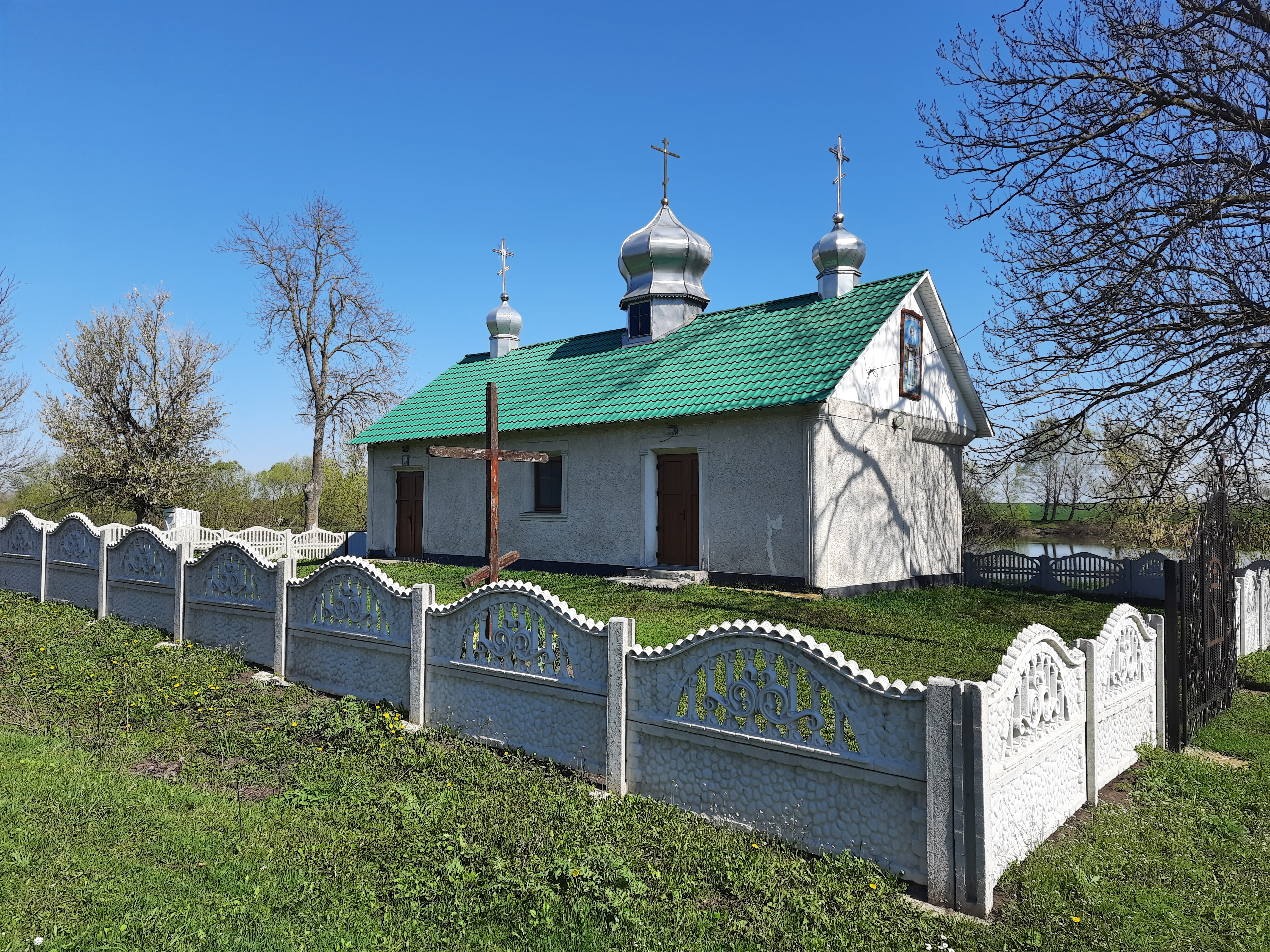
Церква Покрови Пресвятої Богородиці УПЦ
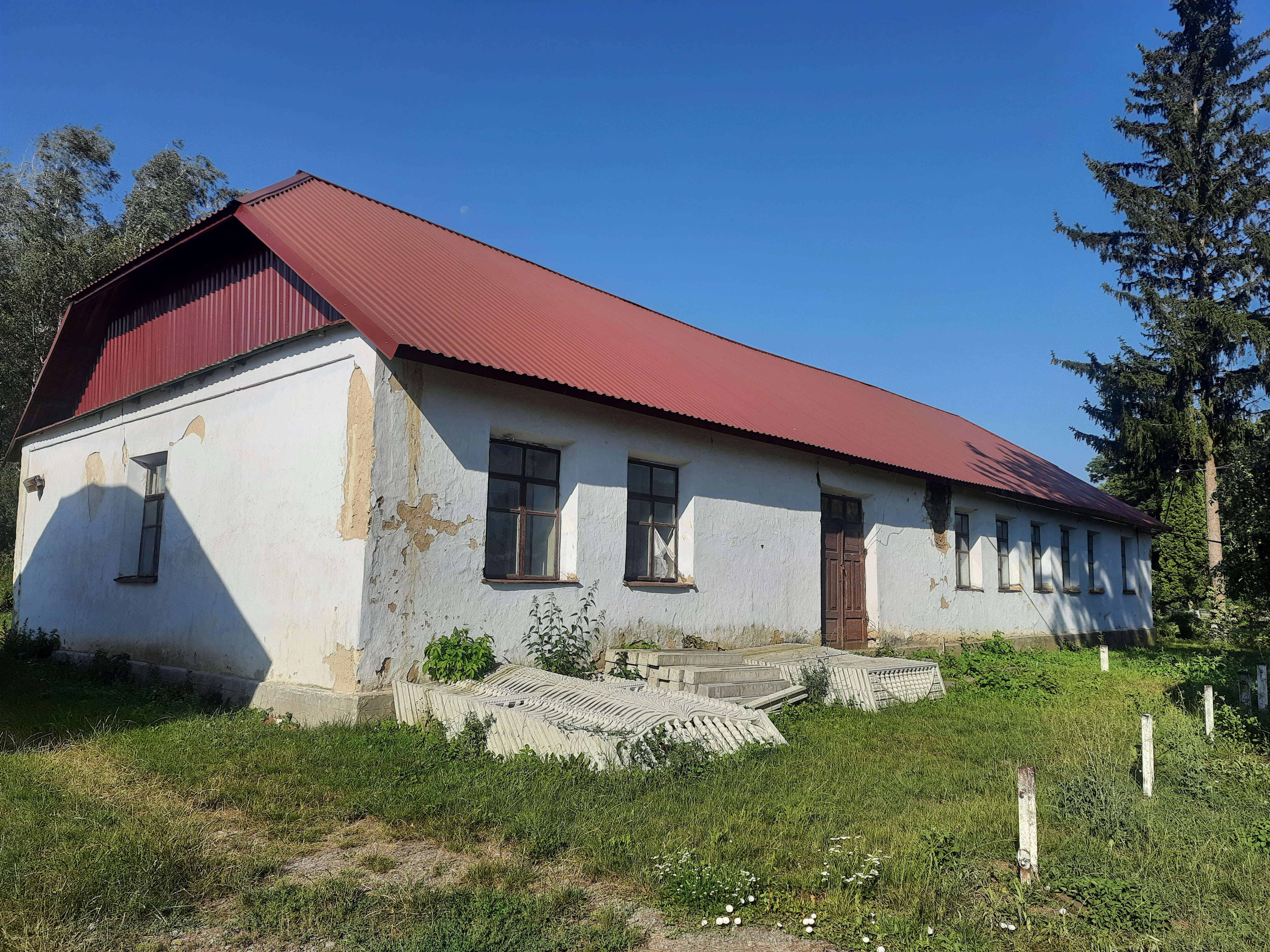
Клуб
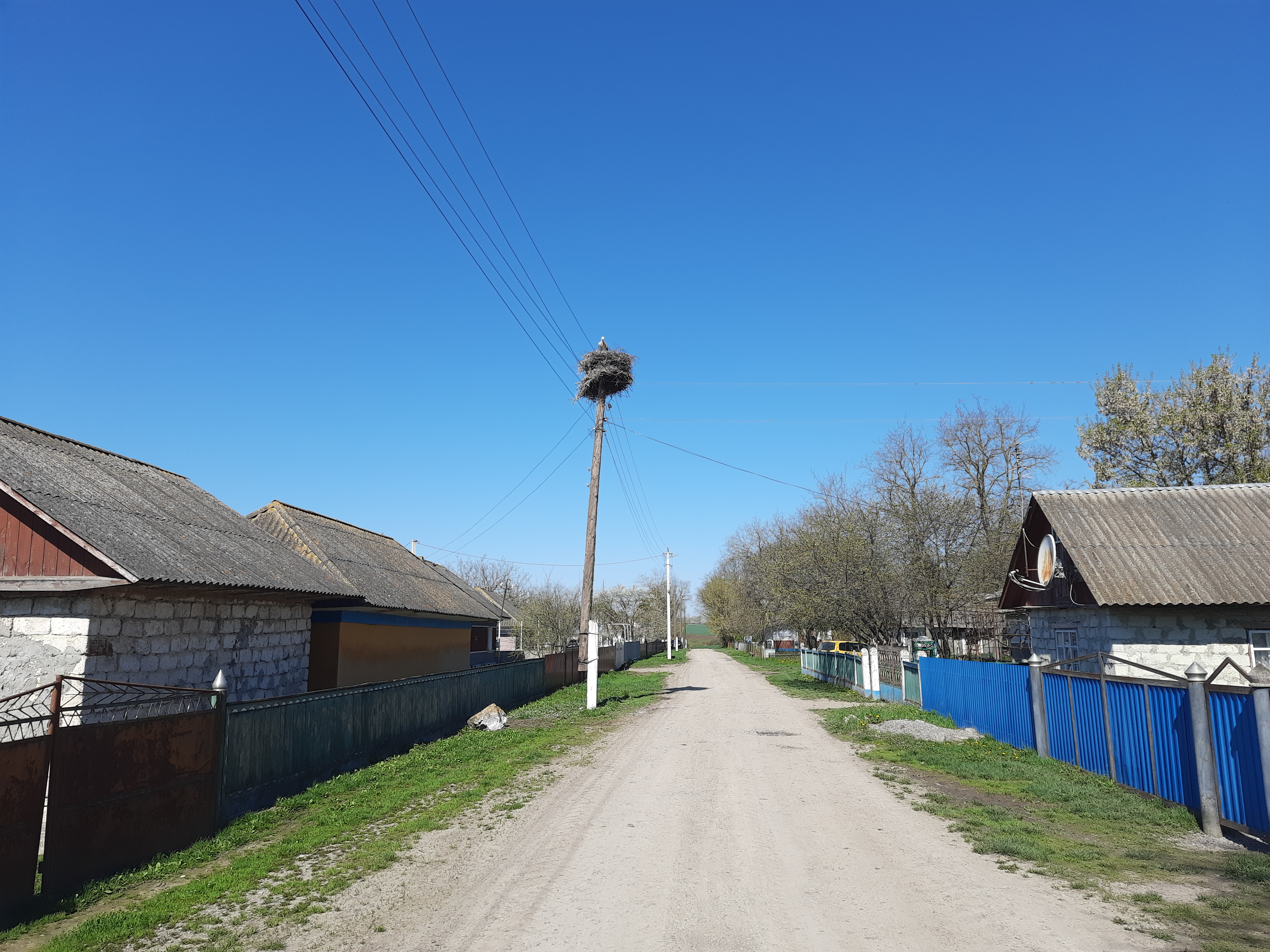
Сільська вулиця
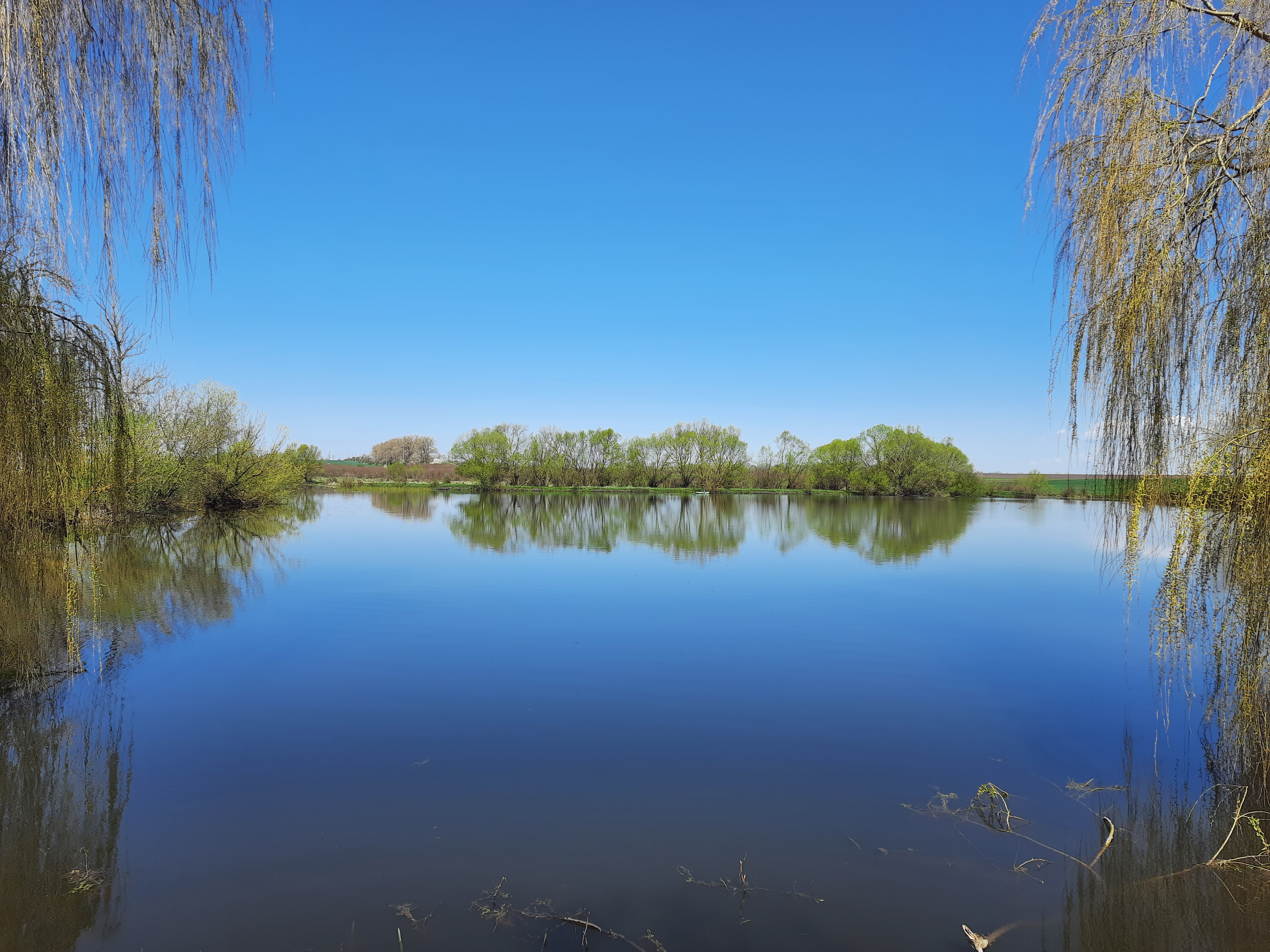
Кам'янець-Подільський р-н, Хмельницька обл.